# Tunisian Ligue Professionnelle 1
Ligue Professionnelle 1 er den øverste fodbolddivision i Tunesien.

## Sæson 2019-20
Følgende 14 hold spiller i Ligue Professionnelle 1 i sæsonen 2019-20:
- AS Soliman
- Club Africain
- CA Bizertin
- CS Chebbien
- CS Hammam-Lif
- CS Sfaxien
- Espérance de Tunis
- ES Métlaoui
- Étoile du Sahel
- JS Kairouan
- Stade Tunisien
- US Ben Guerdane
- US Monastir
- US Tataouine